# Världstoalettorganisationen
Världstoalettorganisationen, WTO, (en. World Toilet Organization) är en internationell organisation som behandlar frågor rörande toaletter och sanitet. Organisationen är baserad i Singapore och omfattar 17 länders toalettorganisationer runt om i världen.
Varje år hålls World Toilet Summit som är en konferens sponsrad av organisationen som även uppmanar att fira "Världstoalettdagen" den 19 november varje år. Organisationen har också varit med och startat världens första toalettskola i Singapore.